# تسوکاهارا بوکودن
تسوکاهارا بوکودن ((به ژاپنی: 塚原 卜伝 Tsukahara Bokuden); ح. 1489, نخستین سال انتوکو – ۱۱ فوریهٔ ۱۵۷۱, گنکی) اهل ژاپن بود. شمشیرزن معروف از اوایل دوره سنگوکو بود.